# Mijaíl Lomonósov
Mijaíl Vasílievich Lomonósov (en ruso Михаи́л Васи́льевич Ломоно́сов) (19 de noviembre de 1711–15 de abril de 1765) fue un científico, geógrafo, mosaiquista y escritor, polímata ruso que realizó importantes descubrimientos en ciencia, literatura y educación, y fundador en 1755 de la primera universidad rusa, que hoy lleva su nombre. Por sus importantes y decisivos aportes es considerado el patriarca de la geografía en Rusia.

## Biografía

### Primeros años y familia
Lomonósov nació en 1711 en el pueblo de Mishaninskaya (más tarde rebautizado Lomonósovo en su honor) en Gobernación de Archangelgorod, en una isla no lejos de Kholmogory, en el extremo norte de Rusia, en la lejana costa del mar Blanco. Su padre, Vasili Dorofeievich Lomonósov, era un próspero campesino pescador convertido en armador, que amasó una pequeña fortuna transportando mercancías desde Arjánguelsk a Pustozyorsk, Solovki, Kola, y Lapland. La madre de Lomonósov fue la primera esposa de Vasili, la hija de un diácono, Elena Ivanovna Sivkova.
Permaneció en Denisovka hasta los diez años, cuando su padre decidió que tenía edad suficiente para participar en sus empresas comerciales, y Lomonósov comenzó a acompañar a Vasili en misiones comerciales.

### Eventos posteriores
Sin embargo, la pasión del joven Lomonósov era aprender, no los negocios. Su sed de conocimiento era insaciable. Su vecino Ivan Shubny le había enseñado a leer de niño, y pasaba cada momento libre con sus libros. Continuó sus estudios con el diácono del pueblo, S.N. Sabelnikov, pero durante muchos años los únicos libros a los que tuvo acceso fueron textos religiosos. A los catorce años, Lomonósov recibió ejemplares de Eslavo eclesiástico moderno (un libro de gramática) de Meletius Smotrytsky y de Aritmética de Leonty Magnitsky. Lomonósov fue un ortodoxo ruso toda su vida, pero tuvo encuentros cercanos con el cisma de los Viejos Creyentes en su temprana juventud y más tarde en su vida se convirtió en un deísta. 
En 1724, su padre se casó por tercera y última vez. Lomonósov y su madrastra Irina mantuvieron una relación enconada. Infeliz en casa y con la intención de obtener una educación superior, que Lomonósov no podía recibir en Mishaninskaya, estaba decidido a abandonar el pueblo.
Hasta los 19 años Lomonósov no salió de su pueblo y, si adquirió algunos conocimientos rudimentarios, fue gracias a que su madre era hija del diácono de la parroquia. 

### Educación en el extranjero
En diciembre de 1730, en un afán incontenible por estudiar, abandonó su aldea y, uniéndose a una caravana de mercaderes de pescado, se dirigió a Moscú, en pleno invierno y a pie. Sus comienzos fueron duros, pues tuvo que ganarse el sustento y, debido a sus escasos conocimientos, se vio obligado a inscribirse en una escuela para párvulos a sus 19 años y con más de dos metros de estatura. Su inteligencia natural y su capacidad de trabajo asombraron a los maestros y, al terminar el curso, con ayuda de estos consiguió ingresar en la Academia Eslava Grecolatina de Moscú. En cinco años pasó brillantemente los estudios programados para ocho y, tras superar las pruebas de griego, latín, eslavo antiguo, historia, filosofía y otras, fue becado por la propia institución para proseguir sus estudios en la Academia de Ciencias de San Petersburgo.
En agosto de 1736, tras concluir con premio extraordinario los estudios de la Academia de Ciencias, fue becado para estudiar en la Universidad de Marburgo en Hesse, Alemania. La Universidad de Marburgo se encontraba entre las más importantes de Europa a mediados del siglo XVIII debido a la presencia del filósofo Christian Wolff, figura destacada de la Ilustración alemana. Lomonósov fue alumno de Wolff en Marburgo desde noviembre de 1736 hasta julio de 1739. Tanto filosóficamente como en su faceta de administrador de la ciencia, esta conexión sería la más influyente de la vida de Lomonósov. En 1739-1740 estudió mineralogía y filosofía en la Universidad de Gotinga; allí intensificó sus estudios de literatura alemana.

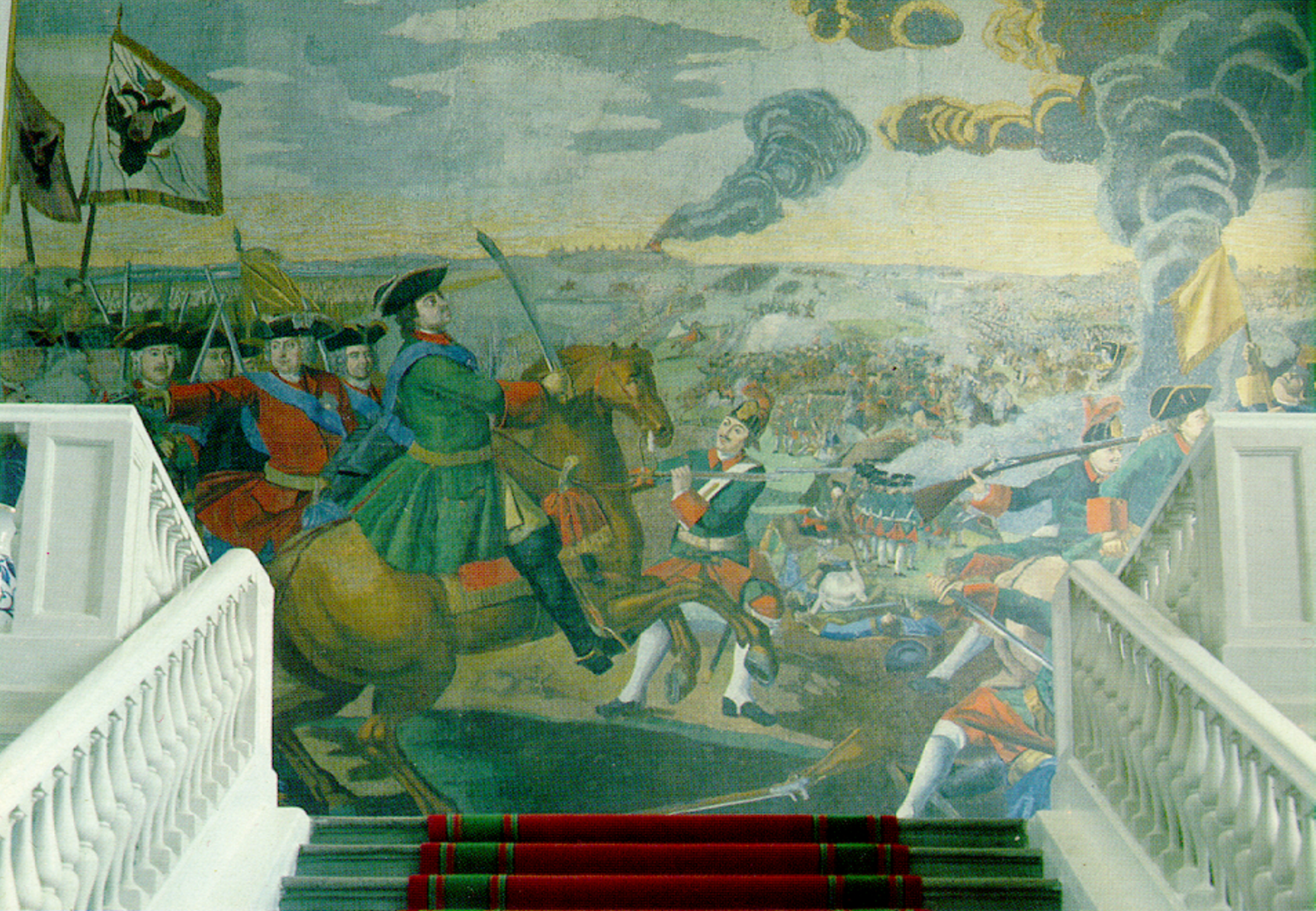
El más grandioso de los mosaicos de Lomonósov representa la Batalla de Poltava.

Lomonósov dominó rápidamente la lengua alemana y, además de la filosofía, estudió seriamente química, descubrió las obras del teólogo y filósofo natural irlandés del siglo XVII Robert Boyle, e incluso comenzó a escribir poesía. También se interesó por la literatura alemana. Se dice que admiraba especialmente a Günther. Su Oda sobre la toma de Khotin a los turcos, compuesta en 1739, atrajo mucha atención en San Petersburgo.
 Contrariamente a su adoración por Wolff, Lomonósov tuvo fuertes disputas con Henckel por los cursos de formación y educación que él y sus dos compatriotas estudiantes recibían en Freiberg, así como por el muy limitado apoyo financiero que Henckel tenía instrucciones de proporcionar a los rusos tras las numerosas deudas que habían acumulado en Marburgo. Como consecuencia, Lomonósov abandonó Freiberg sin permiso y vagó durante bastante tiempo por Alemania y Holanda, intentando sin éxito obtener el permiso de los enviados rusos para regresar a la Academia de San Petersburgo.
Durante su residencia en Marburgo, Lomonósov se alojó en casa de Catharina Zilch, viuda de un cervecero. Se enamoró de la hija de Catharina, Elizabeth Christine Zilch. Se casaron en junio de 1740. A Lomonósov le resultaba extremadamente difícil mantener a su creciente familia con la escasa e irregular asignación que le concedía la Academia Rusa de Ciencias. Como sus circunstancias se volvían desesperadas, obtuvo permiso para regresar a San Petersburgo.
Por esta época empezó a desarrollar con gran intensidad su faceta de escritor y poeta.

### Desarrollo en literatura y gramática

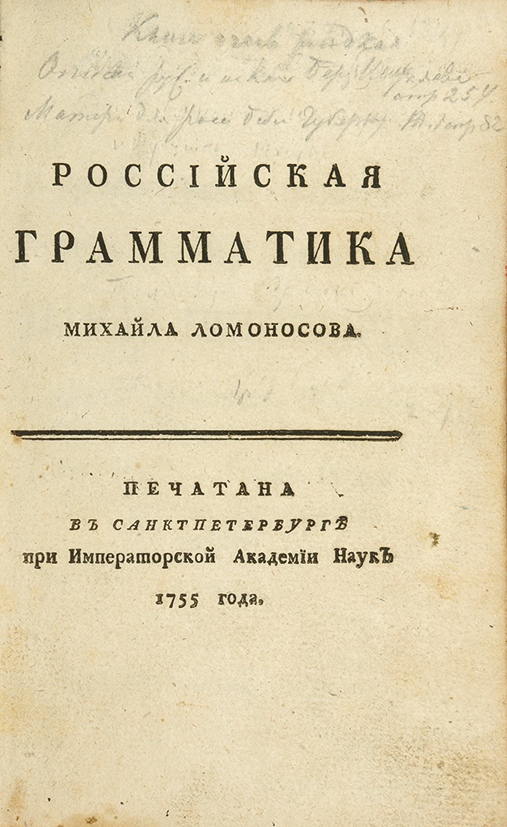
Inscripción: "Gramática rusa de M. Lomonósov. Impreso en San Petersburgo en la corte Imperial. 1755"

Como filólogo fue el autor de la Retórica (1748), la primera crestomatía en lengua rusa, y de la Gramática rusa (1755). Adoptó el sistema de versificación silabotónico o silábico-acentual  en lugar del silábico, reformando la poesía rusa. Fue poeta oficial, bajo el reinado de la emperatriz Elizaveta Petrovna, y compuso odas, epístolas y tragedias, siendo la más importante Tamira y Selim (1750). En 1741 volvió a Rusia como adjunto a la cátedra de física de la Academia de Ciencias y en 1745 fue nombrado catedrático y miembro de la Academia de San Peterburgo. Su carácter engreído y violento y su excesiva afición a la bebida le provocaron algunos problemas, hasta el punto de que permaneció bajo arresto casi un año entero en 1743 y estuvo a punto de ser expulsado de la Academia. Sostuvo una gran enemistad personal con Sumarókov y Trediakovski, pero la emperatriz Isabel lo protegió y le concedió grandes fincas, con siervos incluidos.

### Teología y estudios geográficos
A mediados del decenio de 1750 comienza a trabajar en el Departamento de Geografía de la Academia de Ciencias rusa, que para aquel entonces estaba realizando una serie de levantamientos geográficos en la zona del Ártico siberiano, donde Lomonósov hace importantes contribuciones al descubrimiento de la geografía ártica. En 1755 se funda por iniciativa suya la Universidad de Moscú, que luego llevaría su nombre. Siendo profesor de las citadas instituciones, promueve el estudio de la geografía y la formación de geógrafos, muchos de los cuales fueron sus discípulos y ayudantes en la exploración del Ártico. Como ferviente cristiano ortodoxo, en 1755 escribe una gramática que reformó la lengua literaria rusa combinando el vocabulario sacro de la iglesia eslava con la lengua vernácula rusa. Más tarde escribiría más de 20 odas ceremoniales solemnes, donde destaca «La meditación de la grandeza de Dios». 

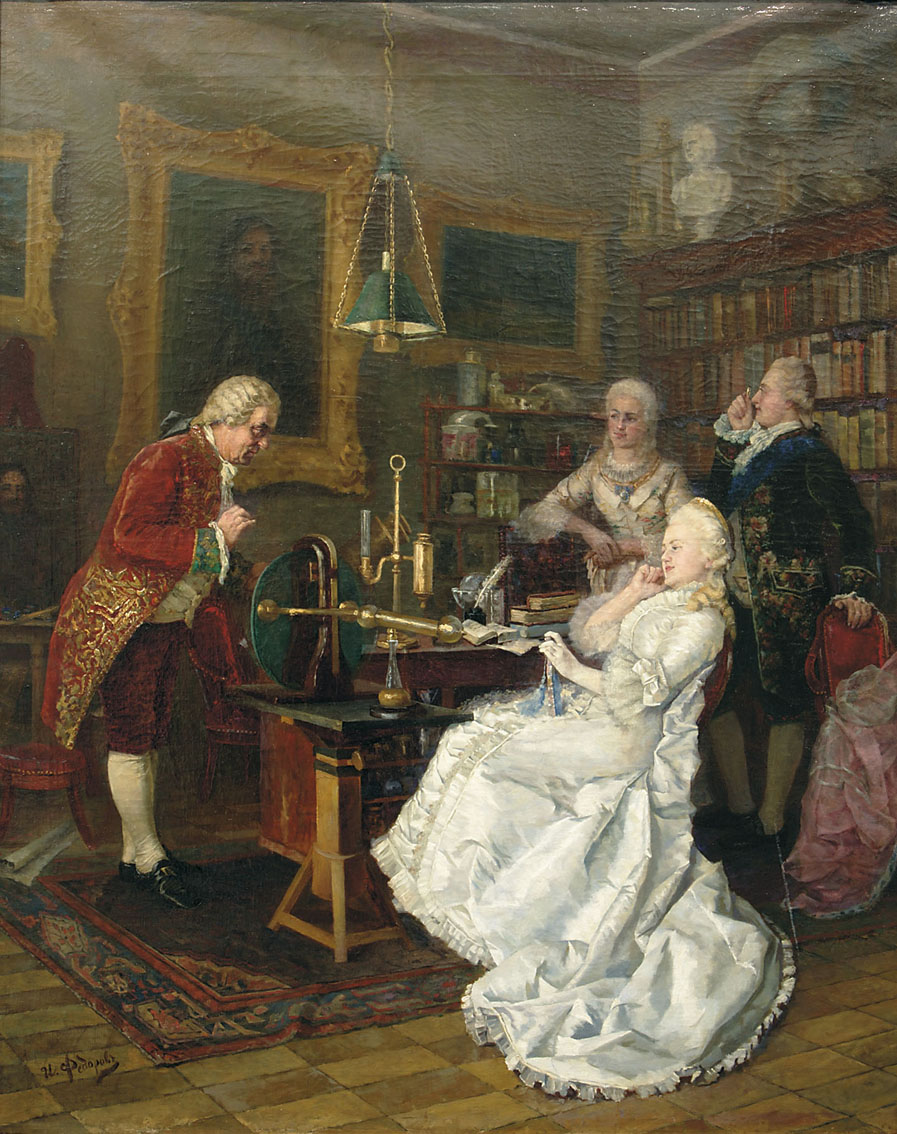
Catalina II de Rusia visitando a Lomonósov en 1764. Cuadro de Iván Fiódorov, 1884.

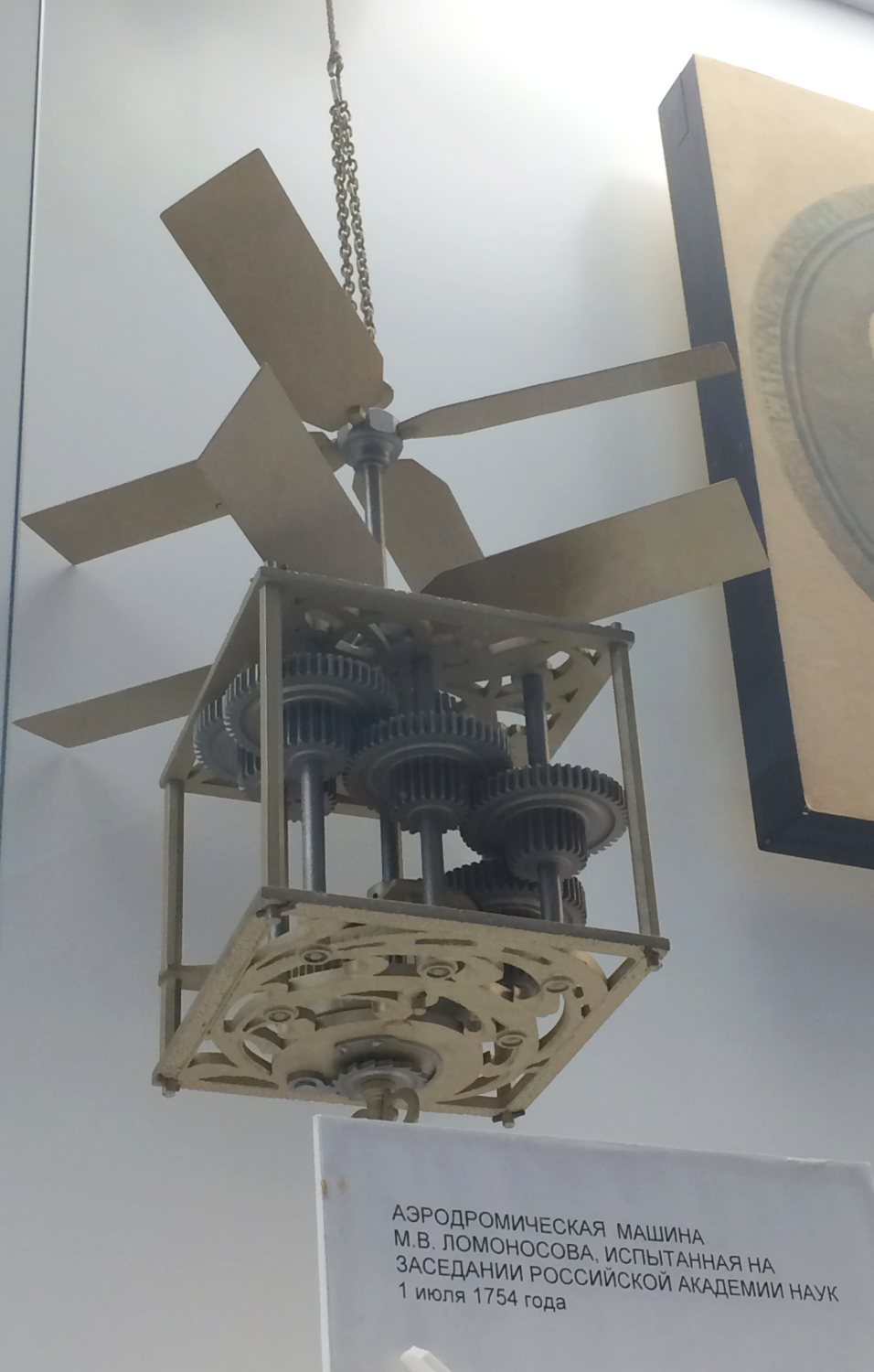
Inscripción: "Máquina aerodinámica de M.V. Lomonósov, probada en una reunión de la Academia de Ciencias de Rusia en 1 de julio, 1754"

En 1758 es nombrado director del Departamento de Geografía de la Academia de Ciencias, puesto desde el cual elaboraría una metodología de trabajo para el levantamiento geográfico que guiaría durante mucho tiempo las más importantes expediciones y estudios geográficos en Rusia, sin contar una serie de importantes contribuciones, como la demostración del origen orgánico del suelo o su estudio explicativo sobre el origen de los icebergs en 1760. En el mismo año Lomonósov publicó su propia historia de Rusia. En 1763 compila una serie de importantes contribuciones en su obra titulada Breve descripción de las diferentes travesías en los mares del norte y demostración de la posibilidad de llegar a las Indias orientales atravesando el océano siberiano, donde indica los rasgos esenciales de la dinámica marina ártica, establece una carta hidrográfica señalando las rutas para embarcaciones que recorriesen el océano y descubre una ley general de los movimientos de los hielos. Por sus importantes aproximaciones al estudio geográfico de los hielos y su ley general, se le atribuye ser el padre de la glaciología. En 1764 es designado secretario de Estado. Muere un año después en San Petersburgo a la edad de 53 años.

### Aportaciones en otros campos científicos
Replicó el experimento de Robert Boyle, lo que permitió deducir que la teoría del flogisto era falsa. Asimismo consideró el calor como una forma de movimiento contribuyendo a la teoría cinética de los gases y avanzando el carácter ondulatorio de la luz.
También expresó la ley de conservación de la materia y del movimiento en una carta fechada el 5 de junio de 1748 dirigida al matemático Leonard Euler. Desarrollada unos 40 años antes que Antoine Lavoisier, por lo que a la ley de conservación de la materia se le conoce también como la ley de Lomonósov-Lavoisier. Lomonósov descubrió que en una reacción química la materia se conserva, la masa inicial es igual a la masa resultante. Posteriormente, Lavoisier descubrió que los elementos que participan en una reacción química, conservan cada uno de ellos su propia masa después de la reacción.
Otros de sus logros fueron: la medida del punto de congelación del mercurio, la demostración del origen orgánico del suelo, de la turba, del carbón, del petróleo y del ámbar. También publicó un catálogo con más de 3000 minerales. 
En 1762 presentó un telescopio reflector a la Academia de Ciencias en el que había desplazado el foco a cuatro grados del eje, lo que permitía mirar por un tubo separado sin que la cabeza del observador fuese un obstáculo a la visión. Sin embargo, este diseño no se publicó hasta 1827 cuando ya existían los modelos de William Herschel. Otra aportación en el campo de la astronomía fue la suposición de una atmósfera en Venus fundamentada en observaciones del tránsito de Venus.

### Otras aportaciones

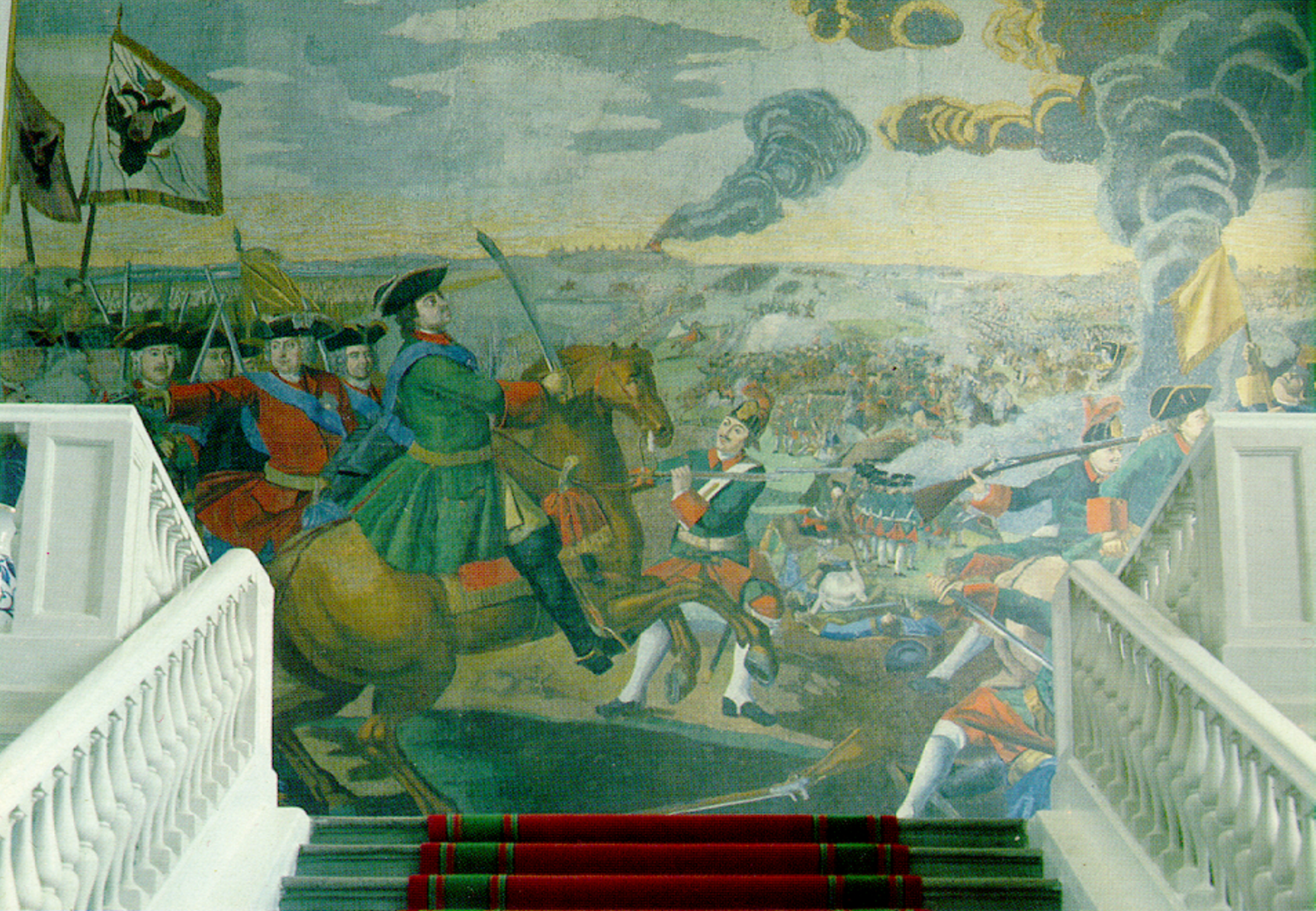
Batalla de Poltava, mosaico de Mijaíl Lomonósov.

Lomonósov estaba orgulloso de haber reinstaurado el antiguo arte de los mosaicos. En 1754, en una carta a Leonhard Euler, escribió que sus tres años de experimentos, en los efectos de la química de los minerales sobre el color, lo habían impulsado a involucrarse en el arte del mosaico. En 1763 puso en marcha una fábrica de vidrio que sería la primera en producir mosaicos esmaltados fuera de Italia. Se atribuyen a Lomonósov cuarenta mosaicos, de los que solo veinticuatro nos han llegado. Entre todos ellos cabe destacar el Retrato de Pedro I (1754) y la obra titulada Batalla de Poltava (1762-1764) con un tamaño de 4,8 x 6,4 metros. En 1925, con motivo del 200 aniversario de la Academia de las Ciencias de Rusia, la fábrica Imperial de porcelana fue nombrada en su honor como Fábrica de Lomonósov, nombre que conservó hasta el año 2005, cuando recuperó su nombre original de Fábrica Imperial de Porcelana.

## Reconocimientos
- El cráter lunar Lomonósov lleva este nombre en su memoria.[13]
- El cráter Lomonosov de Marte también conmemora su nombre.[13]
- El asteroide (1379) Lomonosowa lleva este nombre en su honor.
- La Fábrica Imperial de Porcelana de San Petersburgo se llamó Fábrica de Porcelana Lomonósov entre 1925 y 2005.

## Adaptaciones cinematográficas
- Mikhaylo Lomonosov Miniserie de televisión sobre su vida.